# گمینا نووه وارپنو
گمینا نووه وارپنو (به لهستانی:  Gmina Nowe Warpno) یک گمینا در لهستان است که در شهرستان پلیس واقع شده‌است. گمینا نووه وارپنو ۱۹۷٫۰۷ کیلومتر مربع مساحت و ۱٬۵۳۴ نفر جمعیت دارد.

## نگارخانه

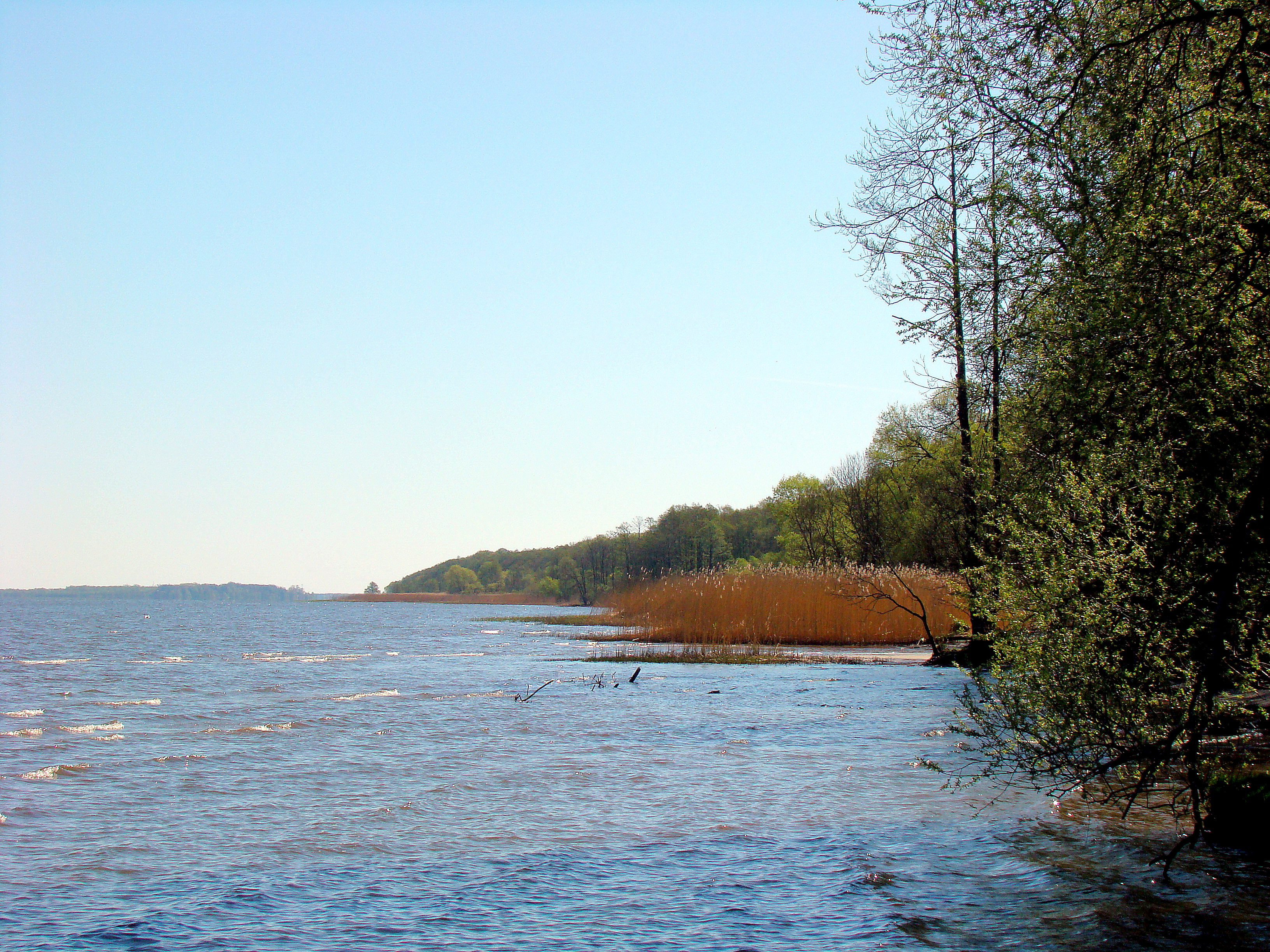
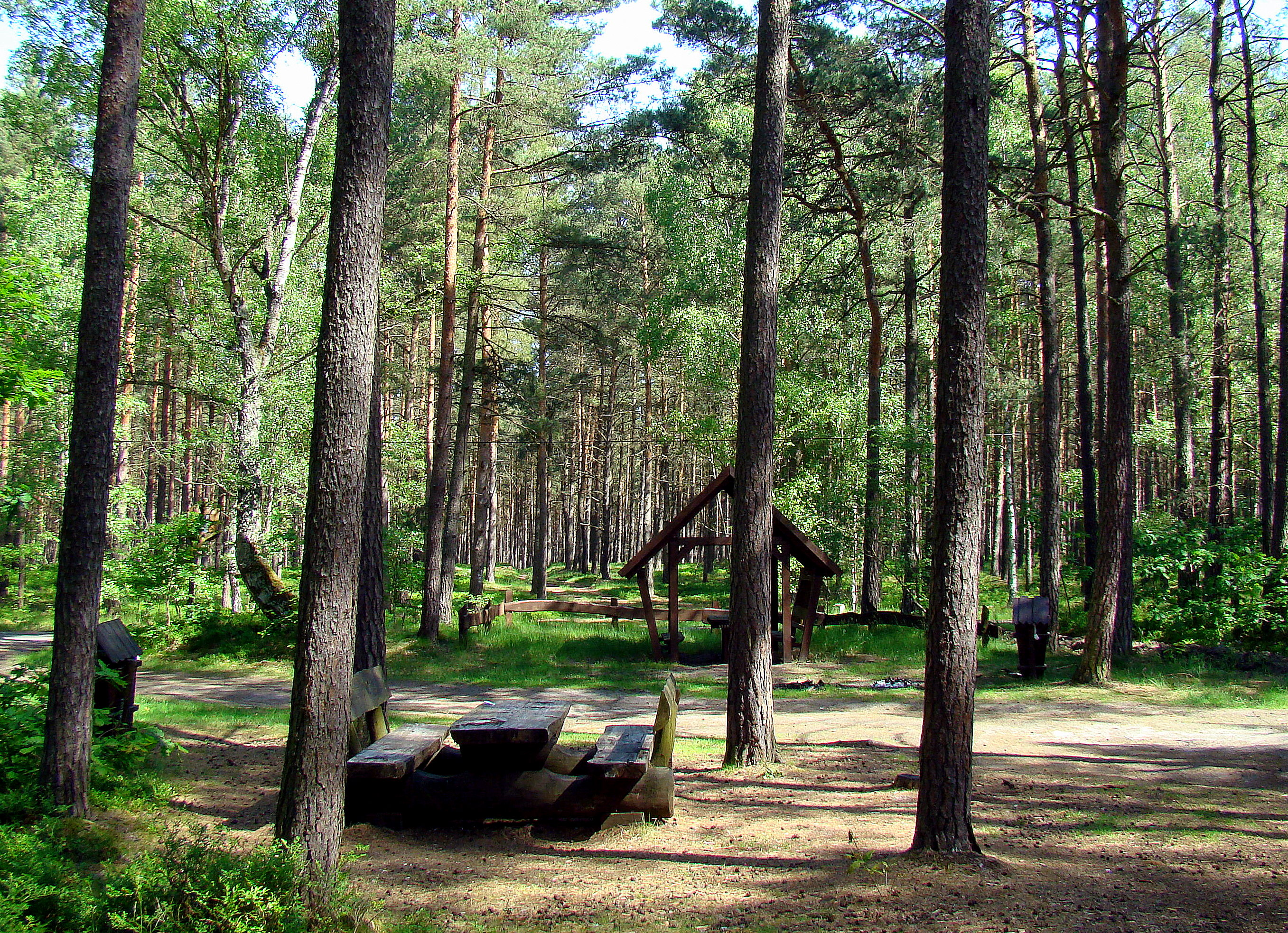
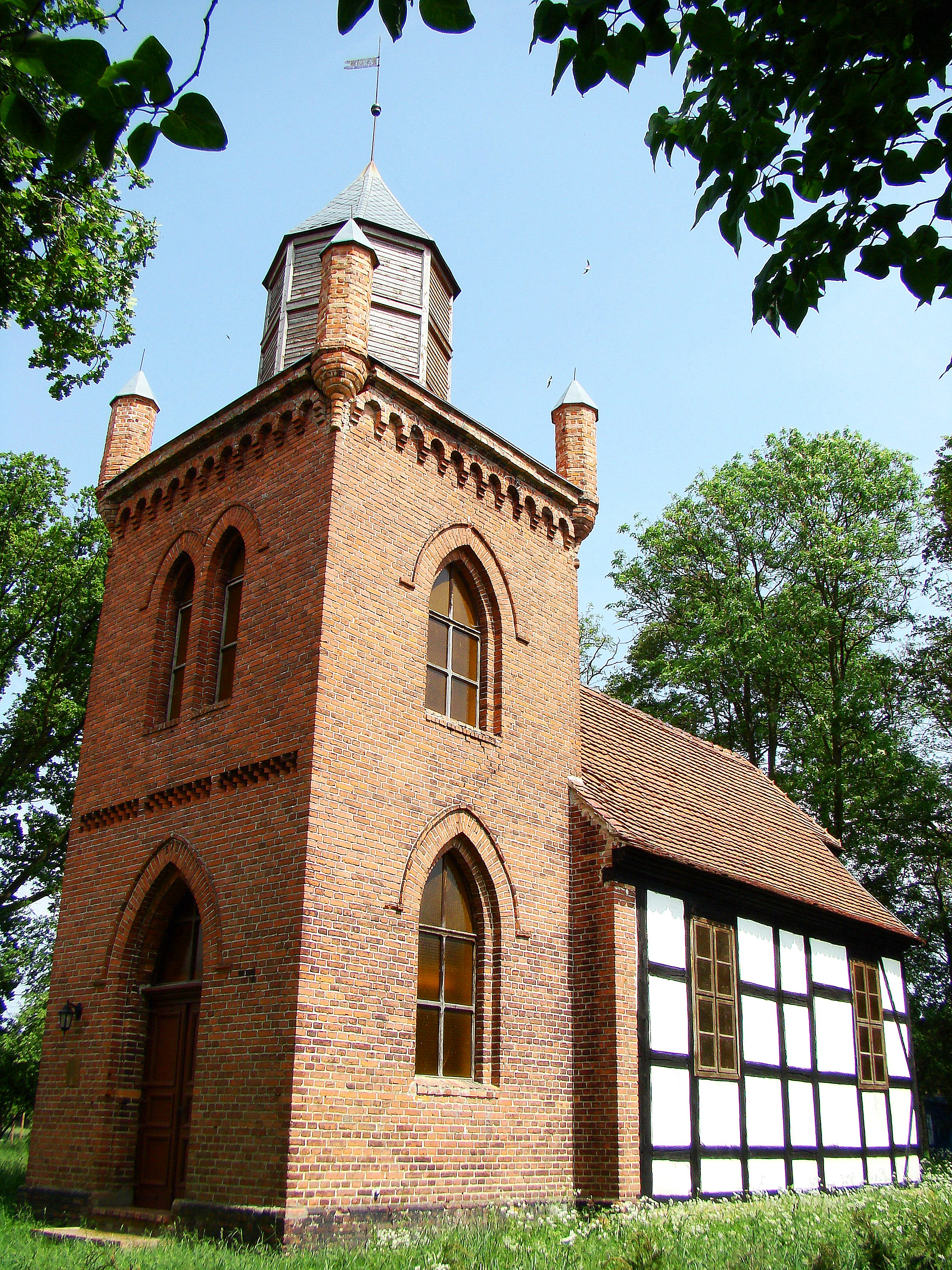
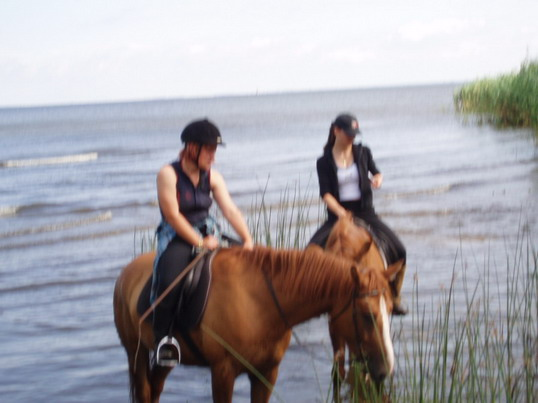